# Pesca con caña en los Juegos Olímpicos de París 1900
La pesca con caña fue una disciplina deportiva que formó parte del programa de los Juegos Olímpicos de París 1900, desarrollados en el marco de la Exposición Universal celebrada en París. La decisión de incluir una competición de pesca entre las pruebas deportivas dio lugar a un debate entre los organizadores de la Exposición y el comité organizador de la sección «deportes náuticos»; la pesca, muy practicada por las clases trabajadoras, se presentó como un medio para atraerlas a competiciones que, de otro modo, podrían parecer reservadas a las élites sociales. Aunque en su momento no se hizo ninguna distinción entre los diferentes deportes disputados durante estos Juegos, el Comité Olímpico Internacional no considera la pesca un deporte olímpico oficial.
La competición se disputó en la Île aux Cygnes, en el río Sena, con la participación de 600 competidores, incluida al menos una mujer, con la asistencia de unos 20 000 espectadores durante los cuatro días de competición. Se capturaron un total de 2051 peces, incluyendo los 881 obtenidos por los 57 competidores de la final del miércoles 8 de agosto. La organización resultó deficitaria; recibió una subvención de 14 000 francos de la organización de la Exposición Universal, pero costó algo más de 18 000 francos, incluidos 5600 francos en premios, e ingresó poco más de 1500 francos, sobre todo en concepto de derechos de inscripción.

## Organización
Las competiciones de pesca con caña de los Juegos Olímpicos de París 1900 se desarrollan en el marco de la Exposición Universal celebrada en París; estaban incluidas en la Sección VIII «Deportes náuticos» del programa, que incluía también la natación, el remo, la vela y la motonáutica.
La inclusión de la pesca en las competiciones deportivas durante la Exposición Universal fue objeto de debate. Los organizadores de la Exposición se negaron rotundamente, argumentando que la pesca no era un deporte, pero el Comité Organizador de los Deportes Náuticos protestó con vehemencia y el peso de las personalidades que lo componían inclinó la balanza a su favor y la pesca fue admitida a las competiciones, aunque con un presupuesto mucho menor: solamente 14 000 francos en lugar de los 92 000 solicitados. El Comité de Deportes Náuticos estaba presidido por el almirante Duperré y que incluía senadores y exministros como Édouard Barbey y Pierre Baudin además de muchos presidentes de asociaciones de pescadores; En ese momento, Francia tenía al menos 330 sociedades de pesca muy activas porque contaban con el apoyo de más de un millón de miembros, la mayoría de clase obrera. Este argumento fue esencial pues, a diferencia de otros deportes y otras federaciones deportivas, la pesca se consideraba por entonces como «accesible a todas las clases sociales y a todos los individuos», consiguiendo así una forma de asociar más directamente a las clases trabajadoras con las competiciones deportivas de la Exposición Universal. También se esgrimieron argumentos económicos y ecológicos; las competiciones se consideraron un estímulo para mejorar la calidad salubre de las vías navegables francesas, y los pescadores y los organizadores insistían en repoblarlas para proporcionar a los más pobres ingresos adicionales o una mejora en su dieta.

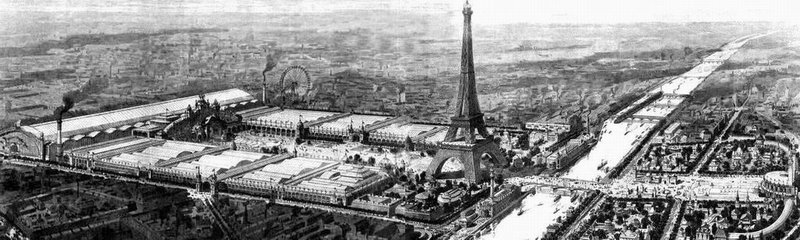
Exposición Universal de París de 1900. Al fondo la Île aux Cygnes, donde se disputaron las competiciones de pesca con caña.

De la organización de las pruebas se encarga el sindicato central de los presidentes de las sociedades y sindicatos franceses de pesca con caña. El comité organizador está presidido por Émile Ehret, presidente de la Asociación sindical de los pescadores con caña de París; los vicepresidentes son M. M. Ravet de Monteville (Presidente del sindicato de Lille), J. B. Joulin (presidente de la sociedad de pescadores de Alto Garona), el marqués de Tanlay (en representación de los pescadores de Yonne), Bichat (presidente de la sociedad de pescadores de Meurthe y Mosela), L. Rey du Boissieu (presidente de la unión de pescadores con caña de Rennes) y Gustave Frenzer (presidente del sindicato de pescadores de Saumur). Los demás miembros son también burgueses que presiden asociaciones de pesca locales o departamentales. El comité nombra un jurado, presidido por Albert Petit (vicepresidente del comité de honor del sindicato central de los pescadores con caña de Francia) y cuyos vicepresidentes son el holandés C. C. A. de Wit (presidente del club de pesca de Ámsterdam), L. Mersey y Dr. Navarre, y con Th. Brenot, el conde Camille de Briey, el diputado belga André Dejean, Charles Deloncle, M. d'Hénouville, Émile Ehret, John Labusquière, Louis Lion y M. Magnien como miembros.
Las competiciones se disputaron a lo largo de cuatro días desde el domingo 5 de agosto, en el río Sena, en su margen izquierda formada por la Île aux Cygnes, entre el puente de Jena y el de Grenelle, a la altura de las principales instalaciones de la Exposición Universal. Desde el punto de vista organizativo, la isla es un lugar idóneo, pues ofrece una extensa línea recta que sitúa a los competidores en igualdad de condiciones y permite al público una excelente visión de las pruebas. Sin embargo, la elección de la ubicación no fue del agrado de los organizadores que consideraron que el Sena estaba «echado a perder» y despoblado y los peces eran muy pequeños, además de que el margen izquierdo estaba poco oxigenado y los peces lo evitaban. Para complicarlo todavía más, junto antes del inicio de la competición, los días 27 y 28 de julio, una contaminación accidental de una alcantarilla en el puente de la Concordia mató a más de 30 toneladas de peces en el Sena.
El coste total de la organización ascendió a 18 105 francos, de los cuales 3200 correspondieron a publicidad (folletos, carteles, programas, etc.), 2400 a la preparación del lugar de las pruebas (incluido el corte del césped en la orilla del río), 2500 francos en gastos de personal y, como mayor partida, 5600 francos en premios durante las series clasificatorias y la final. Los ingresos provinieron de la subvención de 14 000 francos de la Exposición Universal y de 1500 francos por la inscripción de los competidores. Las entradas del domingo solo aportaron 46 francos, por lo que el comité organizador decidió dejar de cobrar en los días siguientes; la cantina apenas cubrió gastos. El domingo asistieron entre 8000 y 9000 espectadores, pero vieron las pruebas desde lejos; se calcula que el total de asistencia de público a todas fue de unas 20 000 personas.

## Participación
Las competiciones están abiertas tanto a hombres como a mujeres a partir de los 18 años, franceses o extranjeros y miembros o no de asociaciones de pesca. El precio de la inscripción era de 3 francos y debía abonarse antes del 15 de junio al presidente del comité organizador. Se recomendaba a los pescadores que participaban a nivel individual a competir por asociaciones de pescadores de su ciudad, departamento o país.
El número de plazas se limitó a 600, divididos en dos rondas de 100 pescadores en cada uno de los tres primeros días de las competiciones. Casi 3000 personas solicitaron registrarse el domingo 5 de agosto. El número de inscripciones para el lunes y martes sorprendió al jurado, ya que muchos de ellos eran trabajadores, que se suponía que no estarían disponibles durante la semana. Sin embargo, de las 600 solicitudes, solo 500 pagaron la cuota de inscripción; el presidente del comité organizador cubrió los gastos de un centenar de participantes.
La mayoría de los pescadores fueron franceses, con 560 competidores, frente a solo 40 extranjeros procedentes de Alemania, Bélgica, Reino Unido, Italia y los Países Bajos.

## Pruebas

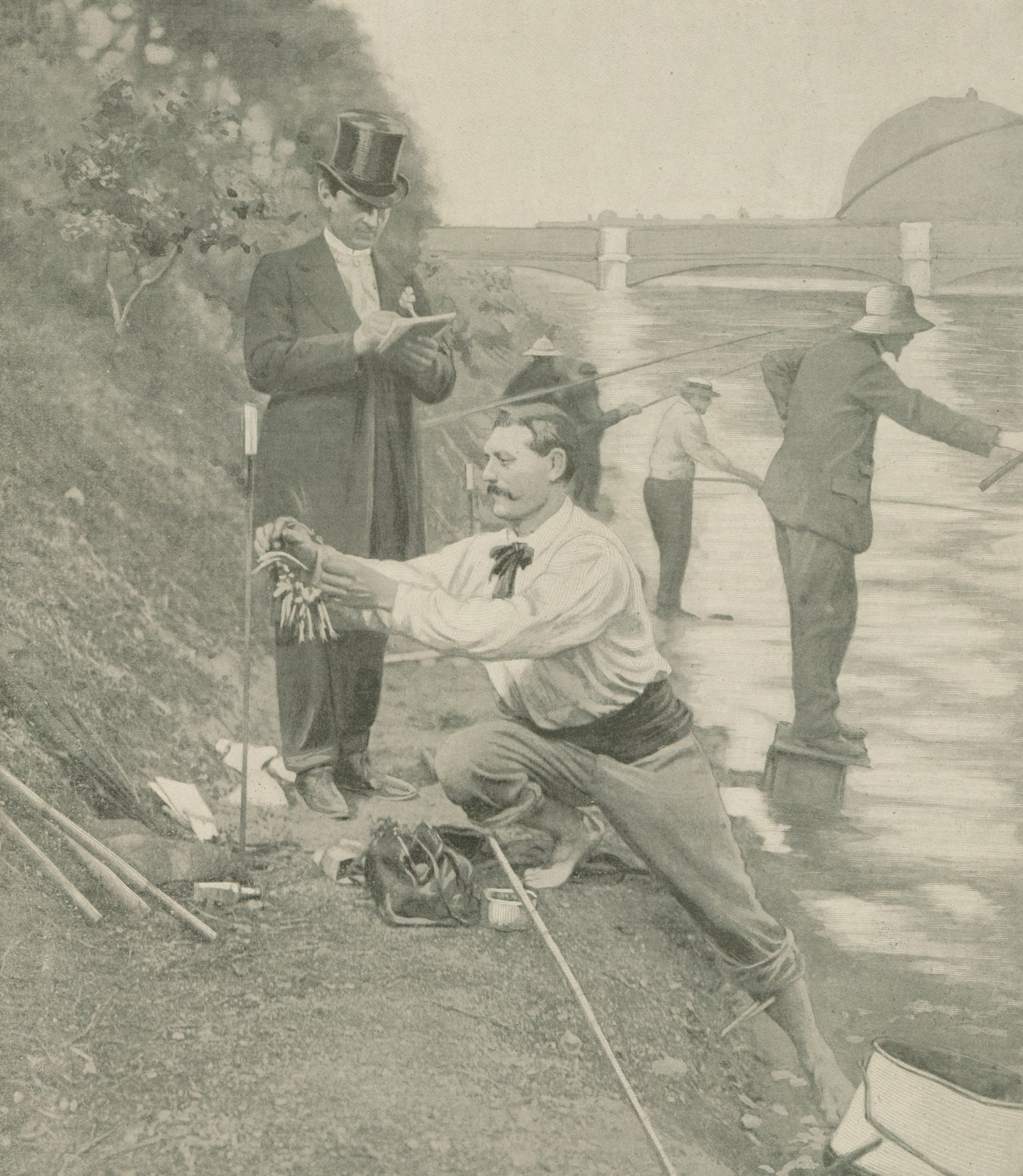
Ilustración del concurso internacional de pesca con caña en el número 101 de La Vie au grand air, de 19 de agosto de 1900.

En los tres primeros días de las pruebas (5, 6 y 7 de agosto), compiten dos series de cien pescadores durante una hora y media. A cada competidor solo se le permite una caña, con un máximo de dos anzuelos; se permite la utilización de salabre, pero no pueden recibir ayuda para usarlo y también pueden usar tantos cebos como deseen. Para no perjudicar a los competidores de las provincias francesas y a los extranjeros frente a los competidores parisinos, que es posible que conozcan la zona, la primera serie del domingo está reservada prioritariamente a los extranjeros; la segunda serie del domingo y lunes a los de provincias; el martes para los parisinos.
Los competidores se clasifican en cada serie por número de capturas. Se concede un premio especial de 200 francos al pescador que haya capturado el pez de mayor peso. Los diez primeros se reparten una suma total de 100 francos distribuidos de manera progresiva; en caso de igualdad en el número de capturas se determina la clasificación por el peso. Los diez primeros se clasifican para el «concours d'honneur» (la final) del miércoles. El domingo la competición está presidida por Pierre Baudin, Ministro de Obras Públicas; el lunes, por Ernest Monis, Ministro de Justicia; el martes, por Justin de Selves, Prefecto del Departamento del Sena y el miércoles, por Jean Dupuy, Ministro de Agricultura.
La ilustración de la competición en el número 101 de la revista deportiva francesa La Vie au grand air del 19 de agosto de 1900 refleja el tono de las pruebas: el pescador en primer plano lleva un atuendo similar al de los gimnastas de la época, una camisa blanca y un cinturón de franela; también se le representa en una postura deportiva, mostrándose la pesca como un deporte en igualdad con los demás; por su parte, el miembro del jurado, vestido con ropa oscura y sombrero de copa, contribuye a la seriedad de la contienda y se muestra tomando nota concienzudamente en su cuaderno de la escasa pesca del competidor.
Las series 1, 3 y 4 tuvieron un resultado desigual. Los extranjeros y los de provincias prefirieron la «pesca de altura» (en aguan profundas), probablemente por el incentivo del premio de 200 francos. La serie 2 incluía a muchos pescadores de Amiens que se habían informado sobre los tipos de presas y desplazado para reconocer el lugar de las pruebas, por lo que la serie tuvo un mejor resultado. La organización había señalado en el reglamento que no había salmón en el Sena y que era preferible optar por otros peces como rutilo, alburno, bagre, gobio, brema, narizón (el jurado lo denominó «mulet»), barbillon, carpa, perca, lucio o, en menor medida, lota, leucisco, tenca o anguila. La mayoría de las capturas fueron de peces de pequeño tamaño.
Los resultados de cada una de las series (1800 francos de premios en total) fueron:
- Serie 1, domingo por la mañana, principalmente competidores no franceses: 17 peces (solo nueve competidores clasificados);
- Serie 2, domingo por la tarde, competidores de las provincias, dos tercios de los cuales pescaron «au petit»: 104 peces;
- Serie 3, lunes por la mañana, competidores provinciales: 78 peces;
- Serie 4, lunes por la tarde, competidores provinciales: 66 peces;
- Serie 5, martes por la mañana, competidores parisinos: 264 peces;
- Serie 6, martes por la tarde, competidores parisinos: 641 peces.

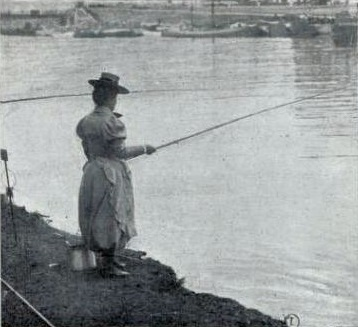
Madame B.

En una de las series de competidores de provincias, Madame B., miembro de la sociedad de pesca de Amiens, se clasificó entre las diez primeras y, por lo tanto, para el «concours d'honneur». El periódico deportivo La Vie au grand air, que dedica varias páginas a la competición de pesca, incluyó una foto de Madame B. en su número del día 19 de agosto de 1900.
La final del miércoles enfrenta a 57 competidores, veinte de ellos parisinos. Capturan un total de 881 peces, un promedio de 16 peces por finalista. Los primeros 24 comparten 3800 francos en premios. El jurado hace la clasificación por sociedades de pescadores:

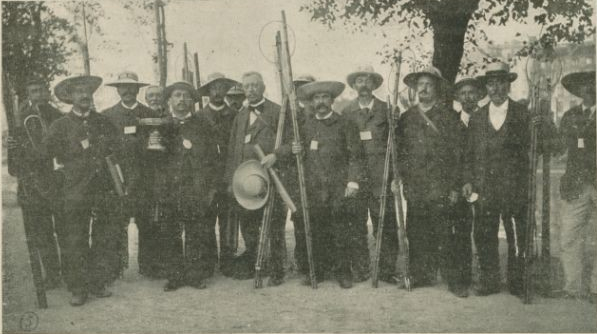
Equipo masculino de la Ligue picarde, con la copa de «champion du monde».

- Premio de honor por la captura del pez de mayor tamaño: Élie Lesueur (Amiens), que recibe el título de «champion du monde», así como una copa de manos de Émile Loubet, Presidente de la República Francesa;[20][21]

luego:
1. M. Goethiers[n 3] (Louveciennes) ;
2. Hyacinthe Lalanne (Amiens), gracias a sus 47 capturas, recibió una medalla de oro y un diploma de «premier du monde»;
3. Asociación de pesca de París ;
4. Asociación de pesca de París ;
5. Asociación de pesca de París.

La Ligue picarde, una sociedad pesquera con sede en Amiens, envió al menos quince pescadores (y una pescadora) que llamaron la atención por vestir el mismo traje caqui y un sombrero de ala ancha. Iban acompañados de una fanfarria y una cantinera. Sus resultados les valieron una recepción triunfal a su regreso a Amiens, donde fueron nombrados en discursos oficiales como la «sociedad líder mundial en la pesca con caña».

## Deporte olímpico
En 1900 se organizaron competiciones deportivas como parte de la Exposición Universal y en su día no se anunciaron como competiciones olímpicas. Aunque en su momento no se hizo ninguna distinción entre los diferentes deportes disputados y el Comité Olímpico Internacional nunca ha tomado una decisión formal sobre este tema, algunas de las competiciones como la pesca con caña no se consideran deportes olímpicos oficiales.
La dificultad de establecer que deportes fueron olímpicos en estos Juegos tiene su base en la disputa que se desarrolló después de los Juegos de Atenas entre Pierre de Coubertin, que quería organizar los Juegos de la II Olimpiada en París y Alfred Picard, Comisario General de la Exposición Universal, que quiere que se disputen unos «concours internationaux d'exercices physiques et de sports», pero en el marco de la Exposición. El órgano rector del deporte en Francia, la Union des sociétés françaises de sports athlétiques, decidió finalmente en noviembre de 1898 celebrar las competiciones de la Exposición en lugar de los Juegos de Coubertin. Este último, que era Presidente del Comité Olímpico Internacional, se vio obligado en la primavera de 1899 a aceptar el compromiso sugerido por la USFSA: «Las competiciones de la Exposición se celebran en lugar de los Juegos Olímpicos de 1900 y cuentan como equivalentes a la II Olimpiada.» De hecho, el concepto de «Juegos Olímpicos» era poco conocido por entonces, a diferencia de hoy en día, y muchos competiciones de la Exposición se denominaron «championnats du monde», término mucho más popular. Las competiciones se vieron además eclipsadas por la Exposición y durante su desarrollo no se utilizó el término «Juegos Olímpicos» ni en los documentos oficiales ni en los carteles promocionales y solo a posteriori algunas competiciones de estos Juegos se consideraron olímpicas.